# 423380 Juhaszarpad
423380 Juhaszarpad este o planetă minoră (asteroid) din centura de asteroizi. A fost descoperită pe 12 mai 2005 la Piszkéstetői Obszervatórium⁠(d) de  și a fost numită după Árpád Juhász⁠(d). 
Obiectul prezintă o orbită caracterizată de o semiaxă mare de 2,3458523154001 UAi, o excentricitate de 0,13111762816488, o înclinație de 8,0840419095526 ° în raport cu ecliptica.